# Симфонический оркестр Государственной филармонии Республики Адыгея
Симфонический оркестр Государственной филармонии Республики Адыгея (является структурным подразделением Государственной филармонии Республики Адыгея)

## История
- 1 января 1993 года — создан Симфонический оркестр Государственной филармонии Республики Адыгея[1].
- 1993 год, 18 декабря — состоялся первый концерт-презентация.

Инициаторами создания оркестра
- Адам Ханаху (1946—2000)- заслуженный работник культуры Российской Федерации
- Роман Матсов (1917—2001) — народный артист Эстонии

С оркестром работали и оказали значимое содействие развитию оркестра следующие дирижёры :
- греческий пианист П. Трохопулос;
- дирижёр Ило Янг (Юж. Корея),
- дирижёры М. Цукерник и Б. Дезальм (Германия),
- дирижёр Дж. Баллей (Австралия),
- дирижёр В. Тайеб (Франция)
- дирижёр Анатолий Хагба — заслуженный деятель искусств Абхазии
- дирижёр Мурат Хупов — заслуженный деятель искусств Адыгеи
- дирижёр Василий Леонтьевич Колеушко
- дирижёр из Кореи Чаиг-Юн-Сунг, в результате оркестром с 1994 года исполняется «Пятая симфония Чайковского»
- дирижёр Георгий Аверин.
- дирижёр Петр Шахов (с 1994 по 1998, с 2005 по настоящее время).
- дирижёр Роман Моисеев — исполнены Увертюра к опере Глинки «Руслан и Людмила», Концерт для скрипки с оркестром Чайковского, сочинения Рахманинова (Симфония № 3), Брамса (Симфония № 1), Шостаковича (Симфония № 6), Чайковского, Вебера, Р.Штрауса, Ч. Анзарокова, также под его управлением оркестр исполнил Пятую и Шестую («Пасторальную») симфонии Бетховена.
- дирижёр Фуат Мансуров (1928—2010). Народный артист России, профессор. В результате оркестром с 1995 года исполняется Симфония «Из Нового Света» и «Концерт для виолончели с оркестром» (программа из произведении Дворжака)

## Руководство и состав
- Директор - КУДАЕВА ЗУРИЕТ НУРБИЕВНА
- Художественный руководитель - ШАХОВ ПЕТР ФЕДОРОВИЧ – заслуженный артист Российской Федерации

Ведущие солисты :
- Гобой - В. Сочней и Н. Горбенко,
- Виолончель - И. Оковитая,
- группа ударных инструментов, возглавляемая Ю. Медовником.

Гастрольный состав – от около 45 человек.
Основу оркестра сегодня составляют выпускники Ростовской, Петрозаводской и других консерваторий.

## Деятельность
- 1996 год - участие в торжественном концерте на сцене Центрального концертного зала «Россия» в рамках Дней культуры Адыгеи в Москве;
- 2002 год - участие благотворительной акции «Памяти погибших в стихийном бедствии» в г. Новороссийске;
- 2006 год - участие торжественных мероприятиях, посвященных 15-й годовщине образования Республики Адыгея и во многих других акциях.

## Публикации
- Нам говорит согласье струн... "Майкопские новости". 27 сентября 1995 год

## Репертуар
Произведения русской, советской и западно-европейской классики, а также произведения композиторов Республики Адыгея и Северного Кавказа.